# 纳比勒·拉斯马里
纳比勒·拉斯马里（Nabil Lasmari，1978年2月8日—），阿尔及利亚男子羽毛球运动员，他同時也拥有法国國籍。

## 生涯
拉斯马里在2007年世界羽毛球锦标赛男单比赛中18-21, 21-14, 11-21输给了荷兰的迪基·帕尔亚玛。同年他赢得了非洲羽毛球锦标赛和阿尔及利亚国际赛的男单冠军。

## 主要比賽成績
只列出曾進入準決賽的國際賽事成績：
| 年份   | 賽事                                      | 公開賽級別 | 項目     | 搭檔              | 成績   |
| ------ | ----------------------------------------- | ---------- | -------- | ----------------- | ------ |
| 2006年 | 非洲羽毛球錦標賽                          | 其他       | 男子單打 | －                | 冠軍   |
| 2007年 | 伊朗羽毛球國際賽 （页面存档备份，存于）   | 未來系列賽 | 男子單打 | －                | 冠軍   |
| 2007年 | 巴林羽毛球國際賽 （页面存档备份，存于）   | 國際系列賽 | 男子單打 | －                | 準決賽 |
| 2007年 | 巴林羽毛球國際賽 （页面存档备份，存于）   | 國際系列賽 | 男子雙打 | Luong Lenaic      | 準決賽 |
| 2007年 | 吉拉爾迪拉羽毛球賽 （页面存档备份，存于） | 未來系列賽 | 男子雙打 | Luong Lenaic      | 冠軍   |
| 2007年 | 秘魯羽毛球國際賽                          | 未來系列賽 | 男子單打 | －                | 冠軍   |
| 2007年 | 非洲羽毛球錦標賽                          | 其他       | 男子單打 | －                | 冠軍   |
| 2007年 | 非洲羽毛球錦標賽                          | 其他       | 男子雙打 | Ammar Zeradine    | 準決賽 |
| 2007年 | 安曼羽毛球國際賽 （页面存档备份，存于）   | 國際系列賽 | 男子雙打 | Fernandes Ricardo | 準決賽 |

| 2007-2017年 | 首要超級賽 | 超級賽 | 黃金大獎賽 | 大獎賽 | 國際挑戰賽 | 國際系列賽 | 未來系列賽 | 其他 |

| 2018-2026年 | 總決賽 | 超級1000賽 | 超級750賽 | 超級500賽 | 超級300賽 | 超級100賽 | 國際挑戰賽 | 國際系列賽 | 未來系列賽 | 其他 |

### 奧運會和世錦賽參賽紀錄
|          | 2007 | 2008 |
| -------- | ---- | ---- |
| 男子單打 | 32強 | 32強 |